# 含鉛中國玩具事件
含鉛中國玩具事件，2007年8月4日，美國愛許蘭大學的教授傑夫·魏登哈默爾（Jeff Weidenhamer）在檢測多樣中國產品後，確實發現中國產品內含有大量對人體會造成影響的鉛。在此之前，早有許多專家學者檢測出中國黑心商品問題，但這次是被檢測出玩具含鉛。報相繼報導後，也造成全世界許多國家才真正開始面對與思考Made in China的問題，也有許多國家因為這個報導官方直接表態不再進口中國製造的產品。

## 後續發展
同年9月，美國境內仍舊檢測出中國玩具含鉛，美國政府要求將這些含鉛的中國玩具撤架退回。而此舉引發中國商人的不滿，他們認為這涉及到成本問題。美國許多專家學者憂心這已經不是新的現象了。紐約時報引述美國愛許蘭大學教授Jeff Weidenhamer說的一句話：「I think it's probably been there for a while and we're just becoming aware of it.」
2009年9月10日，美國ComsumerReports的一篇報導中，再次的強調含鉛的兒童商品對美國兒童將會造成的負面影響，尤其是有些美國兒童偶而會將這些有毒的兒童商品用嘴咬住而可能對身體造成的影響。
2010年1月12日，美國abc新聞電視台訪問Jeff Weidenhamer教授關於玩具含鉛的議題。

## 相關連結
- 黑心商品
- 利潤最大化
- 奸商

## 外部連結
- Ohio professor finds lead in plastic Easter eggs' paint（页面存档备份，存于）
- 中國玩具進口含鉛
- 中國製玩具含鉛（页面存档备份，存于）

## 資料來源
1. ↑  .   [2009-06-06]. （原始内容存档于2008-10-10）.
2. ↑  . www.taipeitimes.com.   [2009-09-04]. （原始内容存档于2020-09-27）.
3. ↑  . The New York Times. 2007-09-11  [2018-07-15]. （原始内容存档于2020-11-24）.
4. ↑  .   [2009-09-11]. （原始内容存档于2009-09-14）.
5. ↑  News, A. B. C. . ABC News.   [2018-07-15]. （原始内容存档于2017-12-15）.
6. ↑  .   [2010-01-13]. （原始内容存档于2010-10-06）.
7. ↑  .   [2014-07-15]. （原始内容存档于2019-12-06）.